# Шимчак Сергій Іванович
Сергі́й Іва́нович Шимча́к — учасник російсько-української війни. Призер Ігор нескорених-2020.

## З життєпису
До 2014 року працював у спецпідрозділі міліції охорони «Титан». Після початку бойових дій вирішив вступити до лав захисників України; але вдалося зробити це не з першої спроби.
У березні 2014-го вирішив самостійно піти в військкомат; за певних причин не міг пройти медкомісію — жовтнем 2013 року він потрапив в ДТП і були проблеми, його не могли мобілізувати. Сергій «вичислив», коли не буде хірурга, Спочатку потрапив до третього батальйону тероборони «Воля» та став снайпером. Воював на Луганщині. У грудні 2014 року їх ненадовго вивели з району проведення боїв — щоб переформатувати. Вже в січні 2015 року, в складі 24 бригади повернувся на лінію зіткнення.
2015 року його здолала недуга. Вчився спочатку повзати, потім ставати на ноги. Виявилося, що про пацієнта з такою хворобою, як у нього, лікарі почули вперше за 50 років. Хвороба починалася несподівано: звечора відчув, що терпнуть пальці на одній руці. А на ранок вже не слухалося все тіло. Того дня до бійців заїхали волонтери, побачили стан Сергія і терміново завезли його до найближчої лікарні — 1 квітня 2015 року. Повертатися до життя змотивувала його родина.
2016 року Львів закупив 8 квартир для учасників АТО, що втратили функціональні можливості. Серед них був Сергій Шимчак.
Здобув срібну нагороду у стрільбі з лука на Іграх нескорених-2018.
У 2019 році йому запропонували пройти психологічну реабілітацію в Одеській області. Сергій витримав там менш як тиждень — він відчував психологічний дискомфорт, бачачи численні автівки на російських номерах.
2021 року разом з Павлом Лучківим та Дмитром Сидоруком започаткували спортивні змагання для ветеранів та військовослужбовців «Кубок воїнів».
У 2022 році знову відправився на фронт.

## Нагороди
- Орден «За заслуги» III ступеня[1]